# 叶潭镇
叶潭镇，是中华人民共和国广东省河源市东源县下辖的一个乡镇级行政单位。

## 行政区划
叶潭镇下辖以下地区：
叶潭社区、红坑村、双头村、双坪村、双下村、儒斜村、儒步村、文径村、吉布村、叶潭村、车田村、半埔村、琏石村和山下村。